# アメリカン・ホストクラブ
『アメリカン・ホストクラブ』（原題：Cougar Club）は、2007年公開のアメリカのコメディ映画。別題は、『ヒ・ミ・ツのホストクラブ』
邦題では「ホストクラブ」と銘打っているが、実態は「社交クラブ」の方が正しい。
本作は職にあぶれた若者たちが金持ちマダムと出会える会員制クラブ・クーガークラブを立ち上げ、そこで巻き起こる騒動をコミカルに描く。
フェイ・ダナウェイやキャリー・フィッシャーといった著名な女優たちが、劇中に登場する熟女を演じている。

## あらすじ
大学を卒業したばかりのスペンスとホーガンは、希望通りの仕事に就けない中で、社交クラブを参考に会員制クラブを立ち上げた。
このクラブの知名度が上がるにつれ、女性会員の夫に存在が露見してしまう。

## キャスト
- スペンス・ホームズ - ジェイソン・ジャーマン（英語版）
- マーシャル・ホーガン三世 - ウォーレン・コール（英語版）
- ミスター・スタック - ジョー・マンテーニャ：離婚訴訟専門の弁護士
- アマンダ - ケイリー・クオコ：スペンスの恋人
- Daniella Paige Stack - イザベラ・スコルプコ
- Teddy Archibald - チャイナ
- ミスター・アーチボルド - ジョン・ポリト
- ドリー - ロレッタ・デヴァイン
- カール - ジェレミー・ロウリー（英語版）
- Mr. Conrad - スコット・マイケル・キャンベル
- Cindy Conrad - モー・コリンズ（英語版）
- Mrs. Holmes - モリー・チーク
- Mr. Holmes - ロビン・トーマス（英語版）
- Glady Goodbey - キャリー・フィッシャー
- Judge Margaret Emerson - キャロリン・ヘネシー（英語版）
- イーディス・バーンバウム - フェイ・ダナウェイ
- Lullu - ジョエリー・フィッシャー（英語版）
- Stan Birnbaum - ノーム・クロスビー（英語版）
- Casey Dixon - Nicole Rayburn
- BMW car owner - Joe Bucaro III